# 洛瓦季河
洛瓦季河（白俄羅斯語：Ловаць，俄羅斯語：Ловать）是歐洲東部的河流，位於白俄羅斯和俄羅斯，發源自白俄羅斯西北部，向北流經俄羅斯的普斯科夫州和諾夫哥羅德州，最終注入伊爾門湖。
洛瓦季河畔的城市包括大盧基和霍爾姆。